# 三浦守
三浦 守（みうら まもる、1956年（昭和31年）10月23日 - ）は、日本の検察官、裁判官。最高裁判所裁判官。

## 経歴・人物
兵庫県神戸市に生まれ、東京都大田区、小平市に育つ。麻布高等学校、東京大学法学部卒業後、司法修習を経て、1982年に検事任官。法務省で通算20年余り勤務し、被害者や遺族が刑事裁判に参加し、被告人質問などをすることができる被害者参加制度の立法に携わった。その後、法務省刑事局参事官、大臣官房参事官、刑事局刑事法制課長、大臣官房審議官、最高検察庁検事、那覇地方検察庁検事正、法務省矯正局長、最高検察庁監察指導部長、最高検公判部長、札幌高等検察庁検事長、大阪高等検察庁検事長を務めた。大阪高等検察庁検事長時代の2017年12月には、大阪高裁による湖東記念病院事件の再審開始決定に対して、最高裁への特別抗告を行った。
2018年（平成30年）2月26日に最高裁判所判事に就任。就任会見で「社会が複雑化して価値観が多様化する中で、裁判にはより質の高い審理や判断が求められているように思う。与えられた職務に全力を尽くしたい」と語った。また、「裁判官としての心構え」として、「一つ一つの事件について、常に謙虚に、当事者の意見に耳を傾け、自らの良心に問いかけながら、考えを深めたいと思います」と答えている。
2019年（平成31年）3月18日、検事長として行った上記湖東記念病院事件の特別抗告が、三浦の同僚判事（第二小法廷：菅野博之裁判長）3名の全員一致で棄却された（三行決定）。元検事の国田武二郎弁護士は、三浦が検事長として「『これ以上、被疑者・被告人を苦しめるな』と言えば止まったはず。署名した責任は重い」と特別抗告した対応を疑問視し、最高裁判所裁判官国民審査の際には「今回の経緯は、審査の参考資料に出てきてしかるべき」と主張している。
2021年（令和3年）10月31日の最高裁判所裁判官国民審査において、罷免を可とする票3,813,025票、罷免を可とする率6.67%で信任。
2022年（令和4年）6月17日に最高裁が判断を下した福島第一原子力発電所事故に関する訴訟（「生業を返せ、地域を返せ!」福島原発訴訟）で国の賠償責任を認めない判決が下されたが、この判決に対する反対意見（賠償を認める意見）をつけた。
各地で起こされている平和安全法制違憲訴訟のうち、東京訴訟について、2023年9月8日、憲法判断をせず控訴審判決を支持、上告を棄却した。